# Cronologia da pandemia de COVID-19 em Timor-Leste
Este artigo documenta a cronologia da pandemia de COVID-19 em Timor-Leste.

## Cronologia

### Fevereiro de 2020
- 21 de fevereiro: O governo de Timor-Leste cria uma comissão interministerial contra a COVID-19.[1]

### Março de 2020
- 11 de março: O cancelamento de uma visita para Timor-Leste é declarado pelo Papa Francisco por causa da pandemia do novo coronavírus.[2]
- 21 de março: O Ministro da Saúde de Timor-Leste confirma o primeiro caso do novo coronavírus.[1][3]
- 25 de março: O governo de Timor-Leste aprova o adiamento dos Jogos da CPLP, ocorridos em julho, para data a definir devido à pandemia do novo coronavírus.[4]
- 27 de março: O presidente de Timor-Leste, Francisco Guterres, declara o estado de emergência de 28 de março a 26 de abril.[1][5]

### Abril de 2020
- 3 de abril: O presidente de Timor-Leste, Francisco Guterres, exonera a vice-ministra da Saúde, Élia dos Reis Amaral, com base numa proposta do primeiro-ministro do país, Taur Matan Ruak.[6]
- 6 de abril: O Parlamento Nacional de Timor-Leste aprova por unanimidade as medidas urgentes para responder ao impacto da pandemia.[7]
- 8 de abril: O primeiro-ministro de Timor-Leste, Taur Matan Ruak, retira sua renúncia para combater o novo coronavírus.[8]
- 10 de abril: Timor-Leste registra o segundo caso confirmado pelo novo coronavírus.[9]
- 24 de abril: Uma enfermeira de um centro torna-se o primeiro profissional da saúde infectado com o novo coronavírus em Timor-Leste.[10]
- 27 de abril: O Parlamento de Timor-Leste aprova o pedido do presidente do mesmo país, Francisco Guterres para renovar a declaração do estado de emergência por mais 30 dias. A votação tem 37 deputados a favor, 23 contra e quatro abstenções.[11][12]

### Maio de 2020
- 15 de maio: Os últimos cinco pacientes, infectados com a COVID-19, são recuperados.[13]
- 27 de maio: O Parlamento de Timor-Leste aprova o pedido do presidente Francisco Guterres para estender por mais 30 dias o estado de emergência até 26 de junho.[14][15]
- 28 de maio: Timor-Leste reinicia as missas nas igrejas após nenhum caso do novo de coronavírus nas últimas duas semanas.[16]

### Junho de 2020
- 4 de junho: A Federação de Futebol de Timor-Leste decide retomar todos os eventos esportivos após uma parada de mais de dois meses devido ao estado de emergência imposto pelo governo do país.[17]
- 26 de junho: O estado de emergência nacional em Timor-Leste termina à meia-noite, devido à redução da atividade do novo coronavírus.[1][18]

### Julho de 2020
- 27 de julho: O Ministério da Educação, Juventude e Desporto de Timor-Leste reabre 174 escolas do Município de Díli.[19]

### Agosto de 2020
- 6 de agosto: O presidente de Timor-Leste, Francisco Guterres, reintroduz o estado de emergência após a confirmação do primeiro caso do novo coronavírus em cerca de três meses.[20][21]
- 19 de agosto: Timor-Leste declara novamente livre do novo coronavírus após a recuperação do cidadão indonésio.[22]
- 26 de agosto: Timor-Leste registra o novo caso positivo do novo coronavírus, um cidadão indonésio de 23 anos.[23]
- 26 de agosto: O Ministério da Educação, Juventude e Desporto de Timor-Leste reabre as escolas em todo o país após um mês da reabertura das 174 escolas do Município de Díli.[24]

### Maio de 2021
- 5 de maio: A primeira remessa de 20.000 doses da vacina da AstraZeneca oferecidas pela Austrália chega a Díli.[25][26]

### Abril de 2021
- 6 de abril: Timor-Leste anuncia a primeira morte causada pelo novo coronavírus no país. Uma mulher de 44 anos, que deu positivo sem sintomas no dia 24 de março de 2020, morre um dia antes do país lançar sua campanha de vacinação contra COVID-19.[27]